# Hongqi E-HS9
Hongqi E-HS9 — акумуляторний електричний позашляховик, виготовлений китайським автовиробником Hongqi. Прототип E115 вперше був представлений у 2019 році на Міжнародному автосалоні в Гуанчжоу. Серійний автомобіль був спочатку представлений на внутрішньому ринку у 2020 році на Пекінському автосалоні. Поставки до Норвегії почалися в четвертому кварталі 2021 року Там частка ринку електрокарів найвища в Європі. У квітні 2022 року автомобіль з'явився на ринку Ізраїлю.

## Технології

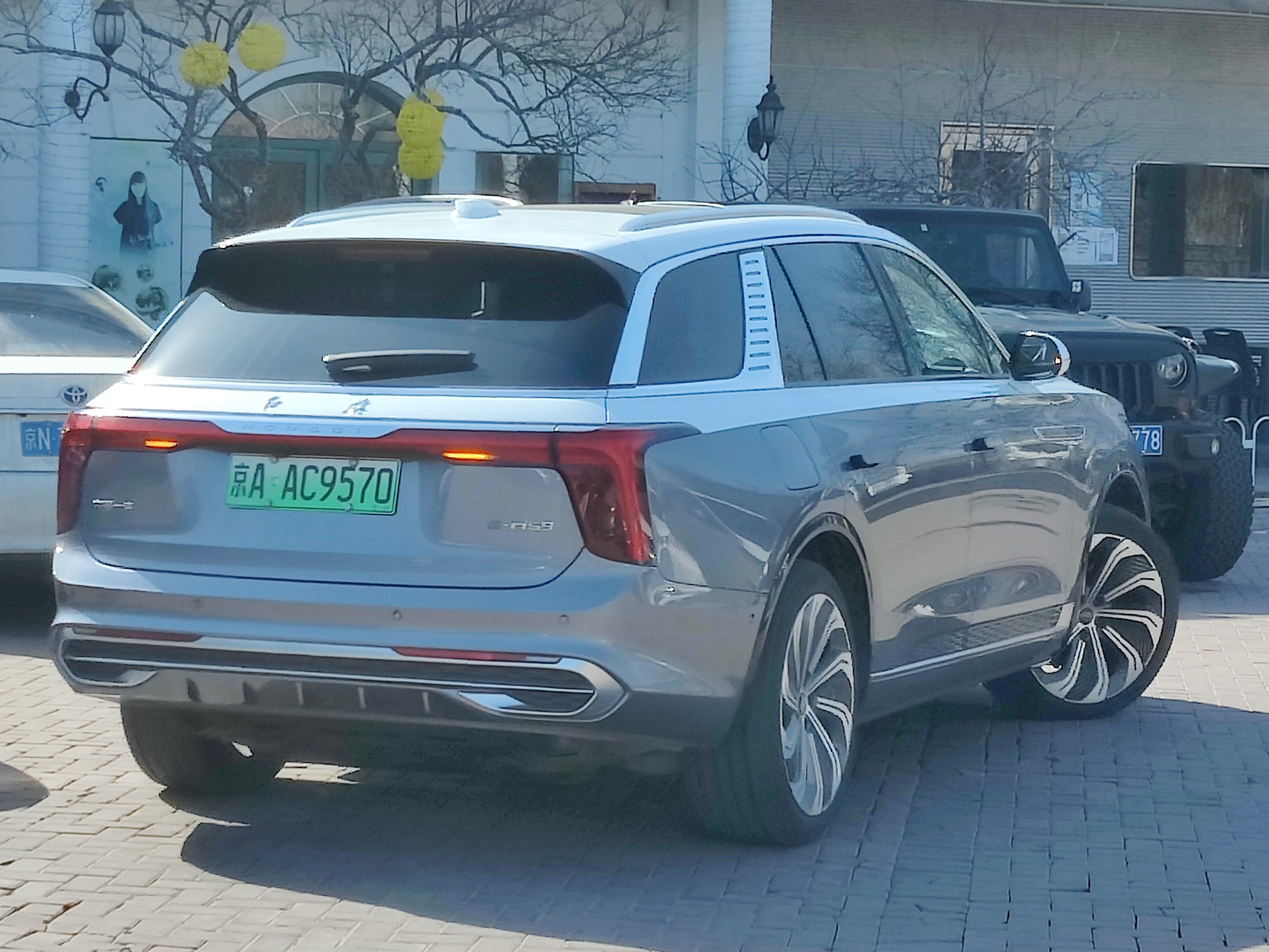
Hongqi E-HS9

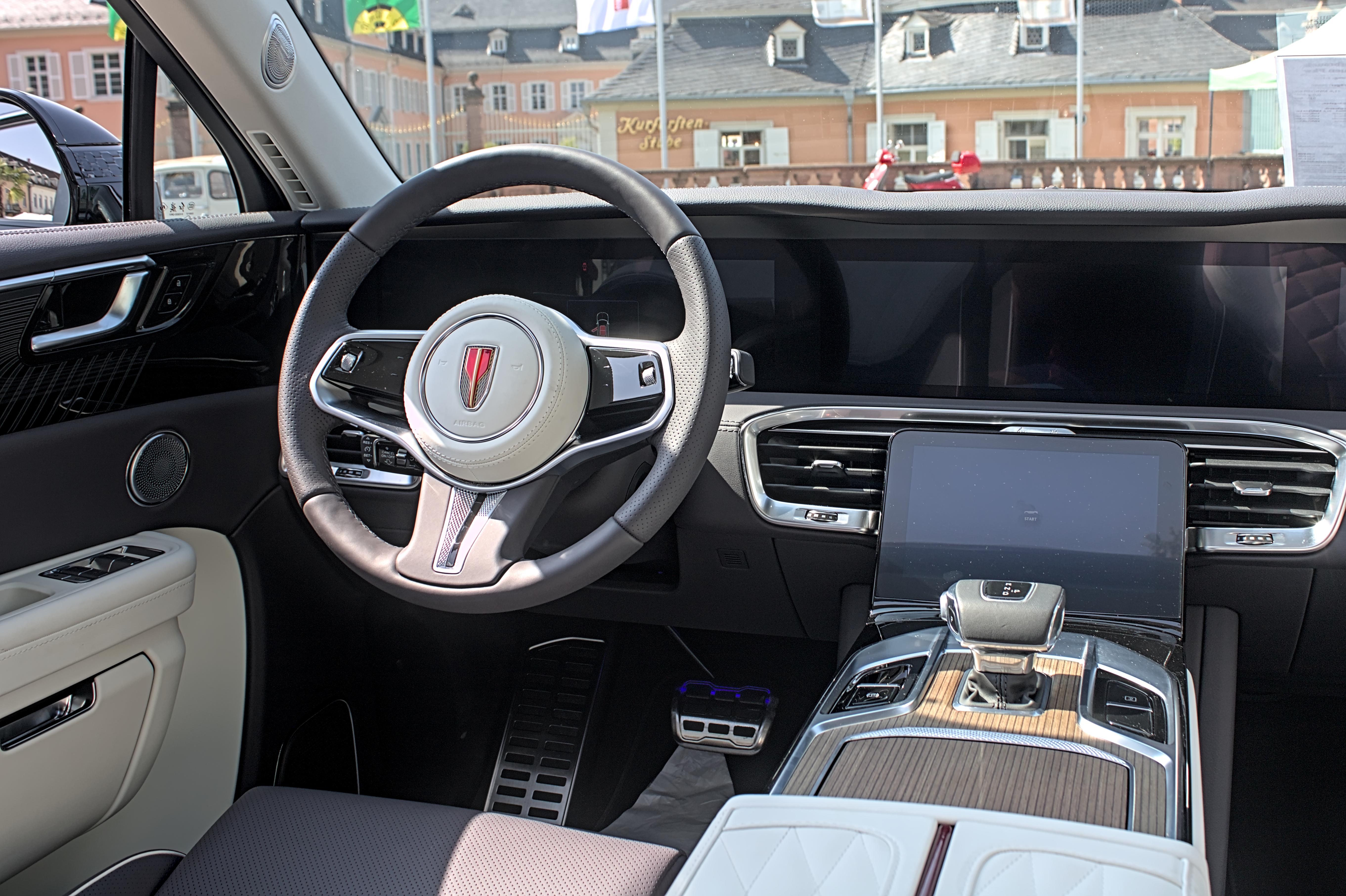

E-HS9 має акумулятор ємністю 92,5 кВт-год і може заряджатися без проводів (індуктивно). Тоді зарядка займає 8,4 години. Запас ходу за циклом вимірювання NEDC становить 510 км. Для кожної осі доступні два електродвигуни з потужністю 160 кВт (потужність системи 320 кВт). Більш потужна версія має 245 кВт на задню вісь. У сукупності це дає 405 кВт потужності системи. Розгін від 0 до 100 км/год займає менше ніж 5 секунд.
Крім того, автомобіль оснащений сенсорним кермом і шістьма дисплеями. Також є функції доповненої реальності та керування через смартфон, включаючи блокування та розблокування, моніторинг температури, голосове керування та локалізацію автомобіля. За словами виробника, модель підтримує автономне водіння рівня 3+, а програмне забезпечення отримує оновлення по повітрю.